# Melanophila picta
Melanophila picta là một loài côn trùng trong họ Buprestidae. Loài này được Pallas miêu tả khoa học đầu tiên năm 1773.
Đây là loài gây hại phát triển phổ biến ở Uzbekistan.